# 604 (album)
 (janvier 2017).
Si vous disposez d'ouvrages ou d'articles de référence ou si vous connaissez des sites web de qualité traitant du thème abordé ici, merci de compléter l'article en donnant les références utiles à sa vérifiabilité et en les liant à la section « Notes et références ».
Albums de Ladytron
Mu-Tron EP
(2000) Light & Magic
(2002)
Singles
1. He Took Her to a Movie
Sortie : 1999
2. Playgirl
Sortie : 2000
3. The Way That I Found You
Sortie : 2001

604 est le premier album du groupe anglais d'electropop Ladytron, sorti le 6 février 2001 sous le label Emperor Norton Records.

## Liste des pistes
Toutes les chansons sont écrites et composées par Ladytron, sauf mention contraire..
| 1.    | Mu-Tron                                   | 2:58 |
| 2.    | Discotraxx                                | 3:50 |
| 3.    | Another Breakfast with You                | 3:03 |
| 4.    | CSKA Sofia                                | 2:22 |
| 5.    | The Way That I Found You                  | 3:29 |
| 6.    | Paco!                                     | 3:00 |
| 7.    | Commodore Rock                            | 4:47 |
| 8.    | Zmeyka                                    | 3:14 |
| 9.    | Playgirl                                  | 3:49 |
| 10.   | I'm with the Pilots                       | 2:43 |
| 11.   | This Is Our Sound                         | 4:09 |
| 12.   | He Took Her to a Movie                    | 3:10 |
| 13.   | Laughing Cavalier                         | 1:08 |
| 14.   | Ladybird (paroles de Ladytron et K Grime) | 4:38 |
| 15.   | Jet Age                                   | 3:10 |
| 16.   | Skools Out...                             | 4:06 |
| 53:36 |                                           |      |

### Édition 2004
Le 20 juillet 2004, l'album est ré-édité avec 4 pistes bonus. Les 3 premières sont des lives enregistrés à Sofia, en Bulgarie.
| Titres bonus | Titres bonus                           | Titres bonus | Titres bonus | Titres bonus | Titres bonus | Titres bonus | Titres bonus | Titres bonus | Titres bonus |
| No           | Titre                                  | Durée        |              |              |              |              |              |              |              |
| ------------ | -------------------------------------- | ------------ | ------------ | ------------ | ------------ | ------------ | ------------ | ------------ | ------------ |
| 17.          | USA vs. White Noise (Live in Sofia)    | 4:05         |              |              |              |              |              |              |              |
| 18.          | He Took Her to a Movie (Live in Sofia) | 5:15         |              |              |              |              |              |              |              |
| 19.          | Commodore Rock (Live in Sofia)         | 4:31         |              |              |              |              |              |              |              |
| 20.          | Playgirl (Snap Ant remix)              | 6:13         |              |              |              |              |              |              |              |
| 73:40        |                                        |              |              |              |              |              |              |              |              |